# الجداريات في كييف
جداريات كييف هي سلسلة من الجداريات المرسومة على جوانب المباني في كييف، عاصمة اوكرانيا، منذ عام 2014 . تمثل الجداريات أعمالًا من الفن الحديث والتقليدي. يوجد ما يزيد على 170 لوحة جدارية منتشرة في جميع أنحاء المدينة، وعلى مساحة تبلغ حوالي 285 كيلومترًا مربعًا. لا تمول حكومة أوكرانيا رسم الجداريات، وفي المقابل يمولها بعض الرعاة المستقلين أو بعض المجموعات الفنية.لم يعمل على رسم الجداريات الرسامين الأوكرانين وحدهم ، بل شاركهم العمل العديد من الفنانين الذين أتوا من أستراليا، والأرجنتين، وبلجيكا، والبرازيل، وإنجلترا، وإسرائيل، وإسبانيا، وكندا، وألمانيا وبولندا والبرتغال، وبورتوريكو، والولايات المتحدة، وفرنسا، ودول أخرى.

## تطور فن الشارع
يشتمل فن الشارع على أشكال فنية عديدة مثل الجرافيتي المخالف للقانون، والجداريات.

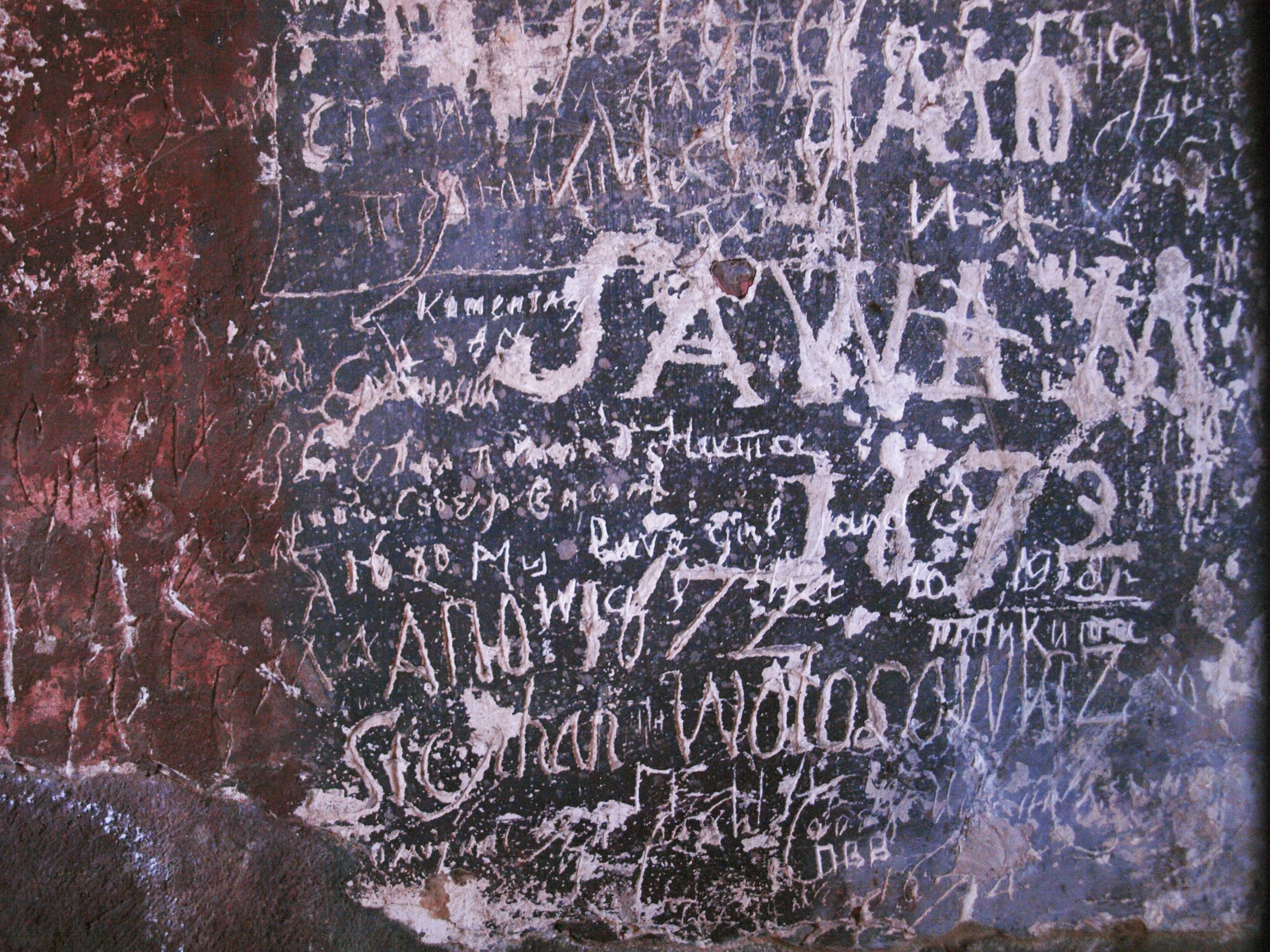
كتابات منقوشة بلغات مختلفة على جدران كنيسة المخلص في بريستوف

يعود فن الجرافيتي إلى الثقافات البدائية، وكان منتشرًا في روما القديمة، ومدن العصور الوسطى، ولم تخلو منع معظم مباني المدن القديمة، ومن أشهر الأمثلة الجرافيتي الموجود في كاتدرائية القديسة صوفيا في كييف، والنقوش القديمة على جدران كنيسة المخلص في بريستوف.
ظهر فن الجرافيتي الحديث في الستينيات في الولايات المتحدة، وقد علل جان بودريار ظهور الكتابة على الجدران، أو ما يسمى بشكل أوسع الجرافيتي، واستخدامها على نطاق واسع على أنها نتيجة لحركة متمردة ضد تحويل المدن إلى غيتو، ومع ذلك نفى مستخدمو الجرافيتي العلاقة بين الاحتجاجات والكتابة على الجدران، ووصفها البعض أنها ثقافة فرعية للمراهقين تتمثل في كتابة ألقابهم، أو أسماء مجموعاتهم الخاصة.
خضع فن الشارع لعملية تحول جذري في السبعينيات والثمانينيات، ومنذ ذلك الحين، ظهر الجرافيتي كفن حقيقي، وحاز فنانو الجرافيتي على شهرة في جميع انحاء العالم مثل جان ميشيل باسكيات وكيث هارينغ، وغيرهم الكثير ممن تقدر أعمالهم الفنية بملايين الدولارات، وقد ترك فن الجرافيتي المنتشر في نيويورك أثرًا كبيرًا على تشكيل فن الشارع الحديث في العالم بأكمله.
ظهر فن الشارع في أوكرانيا في التسعينيات، ويرسم فنانو كييف جداريتهم في كل مكان تقريبًا مثل واجهات المباني، وعربات مترو الأنفاق، والجسور، والمباني المهجورة، وعلى الأسوار الخرسانية بمحاذاة خطوط السكك الحديدية، وتتعدد موضوعاتها من رسم الشخصيات المشهورة إلى الجداريات الثقافية والسياسية.
نشر موقع«Bombing Science» نتائج إحصائية حول شعبية فن الشارع في العالم في سبتمبر 2020. كانت العاصمة الأوكرانية كييف من بين أفضل 99 مدينة في فن الجرافيتي، واحتلت المرتبة 50 في عام 2017.
توجد في أوكرانيا غرامات على الكتابة على الجدران؛ لأنها تمثل تلوثًا بصريًا. على عكس الكتابة، سمحت السلطات برسم الجداريات على الحوائط، وبدأ الفنانون يقيمون العديد من المهرجان الرسمية في كييف منذ عام 2000.

الجرافيتي في شوارع كييف
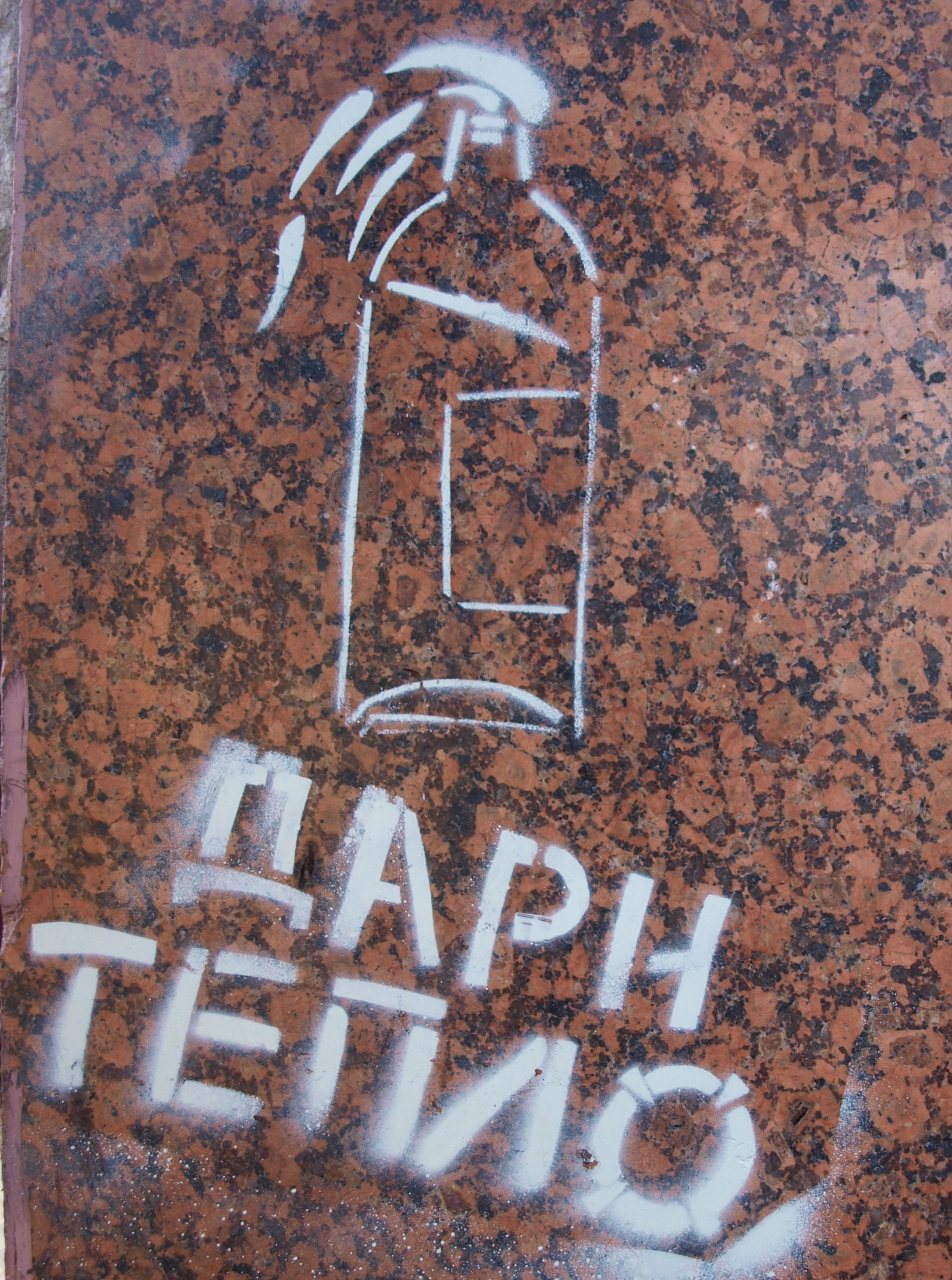
جرافيتي في الميدان الأوروبي

## فن الشارع «2013 - 2000»

### البدايات
كان أبرز رسامي الجرافيتي الأوكرانيين في العقد الأول من القرن الحادي والعشرين هما أليكسي بوردوسوف، وفلاديمير مانزهوس، ويعمل الاثنان معًا منذ عام 2001. ساهم كل منهما في تأسيس النمط الكلاسيكي لفن الجرافيتي منذ عام 1999 باستخدام مجموعة فردية من الخطوط وبعض العناصر الأسلوبية التي شكلت أسلوبهما الخاص، ثم بدأ الاثنان في عام 2004 في رسم شخصيات من القصص الخيالية بأسلوب مثير للاهتمام. اقترح أليكسي بوردوسوف إطلاق اسم «إنترسني كازكي» عليهما، وهي تعني حرفيًا باللغة الأوكرانية «حكايات مثيرة للاهتمام». أثرت أعمالهم على العديد من فناني الجرافيتي والجدرايات مثل نونكا، ونينا، وزيزاو، وفيتشي، وسيرو. كان أول عمل مهم هو الجدراية المرسومة على الجدار الخرساني الموجود بمحاذاة نهر ليبيد. بحلول عام 2008، شهد فن الجداربات ازدهارًا كبيرًا، واتبع الفنانون أسلوب الثنائي أليكسي بوردوسوف، وفلاديمير مانزهوس في الرسم. جمع الفنانون في رسوماتهم بين الفن الشعبي الأوكراني، والسريالية، والرمزية.
اكتسبت أعمال الثنائي شعبية كبيرة خارج أوكرانيا منذ عام 2010. ووصلتهم العديد من الدعوات لرسم بعض الواجهات، والمشاركة في معارض فردية وجماعية في الولايات المتحدة، والمكسيك، وإسبانيا، وإيطاليا، والبرتغال، وهولندا، والهند، وسلوفاكيا، وروسيا. كما نشرت صحيفة «هافينغتون بوست» في عام 2014 لوحة جدارية للثنائي في بالتيمور ضمن قائمة أكثر 25 مشروعًا فنيًا في الشوارع إثارة للاهتمام في العالم.

## أعمال مختارة

### إعادة الإعمار
إعادة الإعمار هي جدارية رسمتها فنانة الشوارع الأسترالية لفنانة الشوارع الأسترالية فينتان ماجي في عام 2015. تصور الجدارية امرأة وحيدة واقفة، وتمسك بين ذراعيها مجموعة من الأغصان، ويغمر الماء رجليها إلى الكاحل، وعلى ما يبدو أن الماء من أثر الفيضان. يتكرر موضوع الفيضان في العديد من أعمال ماجي، ويبدو أن العمل الفني يمثل الخطوات الأولى لإعادة الإعمار بعد الكارثة.

### سيرهي نيهويان
سيرهي نيهويان جدارية تحمل اسم ناشط أرمني أوكراني في الميدان الأوروبي، وكان أول متظاهر قتل بالرصاص أثناء الاحتجاجات في شارع هورشيفسكوهو 2014 عندما هجمت قوات الشرطة وقوات البركوت و تيتوشكي على المتظاهرين. رسم الجدارية الفنان ألكسندر فارتو، وتقع في حديقة هيفنلي هاندرد، وهي قطعة أرض كانت غير مشغولة في السابق، ثم تحولت إلى مساحة مجتمعية.

### إحياء
إحياء هي جدارية، شارك في رسمها الثنائي الفرنسي سيث وكيسلو في أبريل 2014. تُعد الجدارية من أكثر الجداريات شهرة في كييف، وهي تصور موضوعات الفخر الأوكراني والأمل في المستقبل.

### القديس جرجسالأوكراني
رسم جدارية القديس جرجس الأوكراني الفنان الأوكراني المشهورأليكسي بوردوسوف. تشير الجدارية مجازًا إلى قصة القديس جرجس والتنين. تحمل الجدارية رسالة سياسية حديثة، حيث يمثل التنين ذو الرأسين روسيا في الشرق وحلف شمال الأطلسي في الغرب وهما يقسمان أوكرانيا.

### رسول الحياة
رسول الحياة هي جدارية رسمها ألكسندر بريتسيف، وتصور غرابًا أبيض تحيط به غربان سوداء. يمكن العثور على الجدارية مخفية في فناء في كييف. تشير الجدارية إلى ثلاثة غربان يُقال إنها كانت محبوسة في قفص في ذلك الفناء مدة عشرين عامًا.

### جدارية تشاف
قام خافيير روبليدو، المعروف باسم تشاف برسم جدراية لم يعطها عنوان في عام 2017. تصور الجدارية صبيًا مبتسمًا بدعم من «Art United Us». أثارت الجدارية جدلاً في المجتمع المحلي؛ لأنها تصور طفلاً أسود اللون، وتطورت ردود الفعل العنصرية على الجدارية عندما بدأت في الظهور، ومع ذلك أنهى خافيير الجدارية؛ لأنه لم يكن مدينًا بالفضل للحكومة أو المجتمع المحلي ، وإن كان ذلك متأخرًا بأسبوعين عن الموعد المحدد.